# Lassina Zerbo
Pour les articles homonymes, voir Zerbo (homonymie).
Lassina Zerbo né le 10 octobre 1963 au Burkina Faso, est un scientifique, diplomate et homme d'État burkinabé.
Il est le Premier ministre du Burkina Faso du 10 décembre 2021 au 24 janvier 2022.
Lassina Zerbo est secrétaire exécutif de l'Organisation du traité d'interdiction complète des essais nucléaires (OTICE) entre le 1er août 2013 et décembre 2021.
Auparavant, il occupe le poste de directeur du Centre international de données de l'OTICE.

## Biographie

### Début de carrière
Lassina Zerbo obtient un doctorat en géophysique de l'université de Paris XI, France, en 1993,.
Sa carrière internationale commence chez BHP Minerals International où il obtient un poste de chercheur en géophysique, puis de chef de projet géophysique pour les programmes Afrique en Virginie, aux États-Unis. Il y apporte son expertise scientifique et technique sur tous les projets de systèmes électromagnétiques aéroportés.
En 1995, il rejoint la société Anglo American Exploration Group au poste de géophysicien principal de division pour l'Afrique, et est nommé directeur de la division géophysique pour l’Afrique en 2001. À ce poste, il est responsable de toutes les opérations en Afrique, en gardant la supervision de la recherche et du développement pour la plupart des projets en Afrique, en Asie et en Australie.

### Directeur du Centre international de données de l'OTICE
En 2004, Lassina Zerbo est nommé directeur du Centre international de données (CID) de l'OTICE.
Il est en première ligne dans la gestion des questions portant sur les essais nucléaires effectués par la république populaire démocratique de Corée en 2006, 2009 et 2013. Il  supervise l'organisation des conférences Science et Technologie en 2011 et en 2013, ainsi que le déploiement du système vDEC (Centre virtuel d'exploitation de données, ou Virtual Data Exploitation Centre en anglais), un portail qui permet à la communauté scientifique d'accéder aux données du Système de surveillance international.
À la suite du tsunami de 2004 dans l'océan Indien, il conduit les discussions pour un accord sur les capacités d'assistance technique de l'OTICE aux centres d'alerte au tsunami.
Il est le garant des données de l'OTICE et de leur diffusion à l’occasion du tremblement de terre, du tsunami et de l'accident survenu à la centrale nucléaire de Fukushima au Japon, en mars 2011.
En 2013, il est élu secrétaire exécutif de l'OTICE et quitte la direction du CID.

### Secrétaire exécutif de l'OTICE
Le 1er août 2013, il prend ses fonctions de secrétaire exécutif de l'OTICE.
Fin 2013, il fonde le Groupe des personnalités éminentes, composé de personnalités et d'experts reconnus sur la scène internationale, dont l'objectif est de promouvoir l'entrée en vigueur du Traité d'interdiction complet des essais nucléaires (TICE) et de redynamiser les efforts internationaux pour y parvenir. En 2016, il annonce la création du CTBTO Youth Group afin d'impliquer la jeune génération dans la promotion du Traité d'interdiction complet des essais nucléaires (TICE) et de son régime de vérification.
À l'occasion d'un exercice de terrain d'ampleur, conduit en Jordanie en 2014 (OSI Integrated Field Exercise), il fait la démonstration de la capacité opérationnelle de l'OTICE à conduire une inspection sur site.
De 2014 à 2016, il assume le rôle de co-président de l'Agenda mondial sur la sécurité nucléaire du Forum économique mondial, qui a été établi pour faciliter les discussions entre décideurs politiques et dirigeants issus des secteurs privés et publiques sur les sujets de sécurité nucléaire, notamment le désarmement et la non-prolifération.
Il obtient une reprise de la coopération technique avec la Chine, aboutissant à la certification des cinq premières stations du Système de surveillance international sur le territoire chinois entre 2016 et 2018,.
En août 2017, il est fait "Citoyen d'honneur de la ville d'Hiroshima" pour ses initiatives en vue de "préserver, diffuser et transmettre" la réalité des bombardements atomiques, ainsi que sa détermination à promouvoir le message d'Hiroshima et des hibakusha.
En 2018, il reçoit le prix Award for Science Diplomacy, qui lui est remis par l'AAAS (Association américaine pour l'avancement des sciences), pour son engagement en faveur de l'élimination des tests nucléaires. À l'annonce de ce prix, l'AAAS a annoncé que Lassina Zerbo avait été choisi parce qu'il « utilise son expertise scientifique et ses qualités de dirigeant » pour « aborder des défis complexes et promouvoir la paix dans le monde »,,.

## Premier ministre
Lassina Zerbo est nommé Premier ministre du Burkina Faso le 10 décembre 2021, à la suite de la démission de Christophe Joseph Dabiré le 8 décembre 2021. Il est nommé à ce poste par le président du Faso Roch Kaboré,. Si Zerbo travaillait en Europe depuis de nombreuses années, il a indiqué à plusieurs reprises son ambition de jouer un rôle politique dans son pays natal et y a des réseaux politiques. Son réseau international est jugé utile pour pouvoir « obtenir de l'aide militaire et diplomatique ». Lassina Zerbo présente son gouvernement le 13 décembre, un gouvernement avec moins de ministres que précédemment et dont plusieurs hommes politiques influents sont exclus.
Il est démis de ses fonctions après le coup d'État du 24 janvier 2022.

## Vie privée
Lassina Zerbo est marié et père de trois filles.

## Distinctions
Lassina Zerbo a reçu les distinctions suivantes :
- Prix Nazarbayev pour un Monde sans armes nucléaires et la sécurité globale, août 2019
- Officier de l'ordre du Mérite national de Madagascar, septembre 2019
- Docteur Honoris Causa de l'université autonome de Saint-Domingue, octobre 2019
- Grand Honneur de Russie pour services rendus à la coopération internationale, juillet 2021
- Grande décoration d'honneur en argent pour services rendus à la république d’Autriche, septembre 2021